# Руда-Колтівська сільська рада
| Руда-Колтівська сільська рада — колишній орган місцевого самоврядування у Золочівському районі Львівської області з адміністративним центром у с. Руда-Колтівська. Історична дата утворення: в 1939 році. Водоймища на території, підпорядкованій даній раді: річка Західний Буг. Сільській раді підпорядковані населені пункти: - с. Руда-Колтівська - с. Опаки - с. Хмелева |

## Склад ради
Рада складається з 16 депутатів та голови.

### Керівний склад ради
| ПІБ                       | Основні відомості                                                 | Дата обрання | Дата звільнення |
| ------------------------- | ----------------------------------------------------------------- | ------------ | --------------- |
| Савчук Галина Орестівна   | Сільський голова, 1964 року народження, освіта, позапартійна      | 26.03.2006   | 31.10.2010      |
| Дмитрів Галина Михайлівна | Сільський голова, 1969 року народження, освіта вища, позапартійна | 31.10.2010   |                 |

Примітка: таблиця складена за даними джерела